# Multidentia fanshawei
Multidentia fanshawei là một loài thực vật có hoa trong họ Thiến thảo. Loài này được (Tennant) Bridson mô tả khoa học đầu tiên năm 1987.